# Ruth Bader Ginsburg
Ruth Bader Ginsburg (născută Joan Ruth Bader, 15 martie 1933  –  18 septembrie 2020),  cunoscută și prin inițialele sale RBG, a fost o juristă americană care fost judecător la Curtea Supremă de Justiție a Statelor Unite din 1993 până la moartea sa în 2020. Ea a fost nominalizată pentru această funcție de președintele Bill Clinton și a fost în general privită ca aparținând aripii liberale a Curții. Ginsburg a fost a doua femeie care a ocupat un loc în Curtea Supremă de Justiție a SUA, după Sandra Day O'Connor . După pensionarea lui O'Connor în 2006 și până când Sonia Sotomayor⁠(d) a intrat în Curte în 2009, ea a fost singura femeie judecător de la Curtea Supremă.  Ginsburg a fost cunoscută pentru disidențele sale, care au fost remarcate de observatorii juriști și au fost cunoscute publicului larg.  
Ginsburg s-a născut și a crescut în Brooklyn, New York . Sora ei mai mare a murit când era mică, iar mama i-a murit cu puțin timp înainte ca Ginsburg să termine liceul. Și-a luat diploma de licență la Universitatea Cornell. S-a căsătorit cu Martin D. Ginsburg și a devenit mamă înainte de a începe facultatea de drept la Harvard, unde a fost una dintre puținele femei din clasa ei. Ginsburg s-a transferat la Facultatea de Drept de la Universitatea Columbia, de unde a absolvit prima din clasă. 
După facultatea de drept, Ginsburg a intrat în mediul academic. A fost profesor la Facultățile de Drept de la Universitatea Rutgers și Universitatea Columbia și a predat procedura civilă, fiind una dintre puținele femei din domeniul ei. 
Ginsburg și-a petrecut o parte considerabilă a carierei sale juridice ca avocat pentru promovarea egalității de gen și a drepturilor femeilor, câștigând multiple argumente în fața Curții Supreme. Ea a pledat ca avocat voluntar pentru Uniunea Americană pentru Libertăți Civile (ACLU) și a fost membru al consiliului de administrație al acesteia și unul dintre consilierii săi generali în anii '70. În 1980, președintele Jimmy Carter a numit-o la Curtea de Apel SUA pentru Districtul Columbia, unde a servit până la numirea sa la Curtea Supremă. Ginsburg a primit atenție în cultura populară americană pentru disensiunile ei liberale și pentru refuzul de a demisiona, fapt care i-a dat și numele de „The Notorious RBG”, o piesă pe numele rapperului The Notorious BIG 
Ginsburg a murit la domiciliul ei din Washington, DC, la vârsta de 87 de ani,  la 18 septembrie 2020, din cauza complicațiilor datorate cancerului pancreatic metastatic.  

## Prima parte a vieții și educație
Joan Ruth Bader s-a născut la 15 martie 1933, în cartierul Brooklyn din New York, a doua fiică a Celiei (născută Amster) și a lui Nathan Bader, care locuiau în cartierul Flatbush . Tatăl ei a fost un emigrant evreu din Odessa, Ucraina, pe atunci în Imperiul Rus, iar mama sa s-a născut la New York din părinți evrei austrieci .    Fiica mai mare a lui Baders, Marylin, a murit de meningită la vârsta de șase ani, când Ruth avea 14 luni.    Familia a numit-o pe Joan Ruth „Kiki”, o poreclă pe care i-o dăduse Marylin pentru că era „un bebeluș lovit”.  Când „Kiki” a început școala, Celia a descoperit că în clasa fiicei sale mai erau alte câteva fete pe nume Joan, așa că Celia i-a sugerat profesorului să-i cheme fiica „Ruth” pentru a evita confuzia. Deși nu era practicantă, familia Bader aparținea East Midwood Jewish Center, o sinagogă conservatoare, unde Ruth a învățat principii ale credinței evreiești și a dobândit cunoștințe de limbă ebraică.     
Ruth Bader a fost studentă la Universitatea Cornell din Ithaca, New York  loc unde l-a întâlnit pe Martin D. Ginsburg.   A absolvit Cornell cu o diplomă de licență în guvernare la 23 iunie 1954. Bader s-a căsătorit cu Ginsburg la o lună după ce a absolvit Cornell. Ea și Martin s-au mutat la Fort Sill, Oklahoma, unde Martin a fost ofițer al Corpului de Instruire a Ofițerilor de rezervă din Rezerva Armatei după ce a fost chemat la serviciul activ.    La 21 de ani Ruth lucra pentru biroul de evidență a persoanelor din Oklahoma și unde a fost retrogradată după ce a rămas însărcinată cu primul ei copil.  În 1955 a născut o fiică.  
În toamna anului 1956, Ginsburg s-a înscris la Facultatea de Drept de la Harvard, unde era una dintre cele nouă femei dintr-o clasă de aproximativ 500 de bărbați.   Decanul facultății de drept de la Harvard ar fi invitat toate studentele de la drept, inclusiv pe Ginsburg, la cină la casa familiei sale și le-a întrebat: „De ce ești la Harvard Law School, în locul unui bărbat?”     Când soțul ei s-a angajat în New York, Ginsburg s-a transferat la Facultate de Drept de la Universitatea Columbia și a fost prima femeie care a făcut recenzii juridice și de drept pentru două jurnale importante: Harvard Law Review și Columbia Law Review . În 1959, a obținut licența în drept la Columbia și a obținut primul loc în clasa ei. 

## Începutul carierei
La începutul carierei sale juridice, Ginsburg a întâmpinat dificultăți în găsirea unui loc de muncă.    În 1960, judecătorul de la Curtea Supremă Felix Frankfurter nu i-a permis lui Ginsburg să se angajeze ca grefier din cauza sexului ei. A fost respinsă în ciuda recomandării puternice a lui Albert Martin Sacks, care a fost profesor și ulterior decan al Facultății de Drept de la Harvard.    Profesorul de Drept de la Columbia, Gerald Gunther, a cerut, de asemenea, ca judecătorul Edmund L. Palmieri de la Curtea Districtuală SUA pentru Districtul Sudic din New York să o angajeze pe Ginsburg ca grefier. Acesta a amenințat că nu va recomanda niciodată un alt student de la Universitatea Columbia lui Palmieri dacă nu îi dă lui Ginsburg posibilitatea să aplice și garantează că va oferi judecătorului un grefier înlocuitor, dacă Ginsburg nu va reuși.    Mai târziu în acel an, Ginsburg și-a început funcția de grefier pentru judecătorul Palmieri și a ocupat această funcție timp de doi ani.   

### Academia
Din 1961 până în 1963, Ginsburg a fost cercetător asociat și apoi director asociat al Proiectului de Procedură Internațională  de la Facultate de Drept din Columbia; a învățat suedeză pentru a fi coautor la o carte despre procedura civilă în Suedia împreună cu Anders Bruzelius .   Ginsburg a efectuat cercetări ample pentru cartea sa la Universitatea Lund din Suedia.  Timpul lui Ginsburg în Suedia a influențat și gândirea ei asupra egalității de gen. Ea a fost inspirată când a observat schimbările din Suedia, unde femeile reprezentau 20-25% din totalul studenților la drept; unul dintre judecătorii pe care Ginsburg i-a urmărit pentru cercetarea ei era însărcinată în opt luni și încă lucra. 
Prima sa funcție de profesor a fost la Facultatea de Drept de la Rutgers în 1963.  Numirea nu a fost lipsită de dezavantaje; Ginsburg a fost informată că va fi plătită mai puțin decât colegii de sex masculin, deoarece avea un soț cu un loc de muncă bine plătit.  În momentul în care Ginsburg a intrat în mediul academic, ea era una dintre mai puțin de 20 de profesori de drept din Statele Unite.  A fost profesor de drept, în principal de procedură civilă, la Rutgers din 1963 până în 1972, primind poziție permanentă la acea facultate în 1969. 
În 1970, a fost co-fondator la Reporterul privind drepturile femeilor, primul jurnal de drept din SUA care se concentra exclusiv pe drepturile femeilor.  Din 1972 până în 1980, a predat la Facultate de Drept din Columbia, unde a devenit prima femeie titulară și a fost co-autor al primei cărți de caz despre discriminarea sexuală din școlile de drept.  De asemenea, a petrecut un an ca membru al Centrului pentru Studii Avansate în Științe Comportamentale de la Universitatea Stanford din 1977 până în 1978. 

### Litigii și advocacy

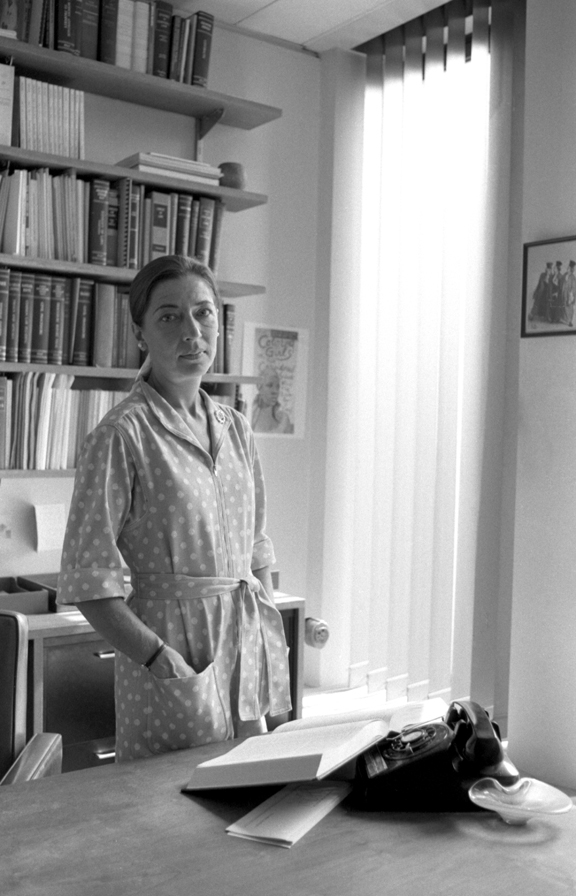
Ginsburg în 1977, fotografiată de Lynn Gilbert

În 1972, Ginsburg a fost co-fondatoare a Proiectului pentru Drepturile Femeilor la Uniunea Americană pentru Libertăți Civile (ACLU), iar în 1973 a devenit consilierul general al Proiectului.  Proiectul pentru drepturile femeii și proiectele aferente ACLU s-au implicat în peste trei sute de cazuri de discriminare de gen până în 1974. În calitate de director al Proiectului pentru Drepturile Femeii al ACLU, ea a susținut șase cazuri de discriminare de gen în fața Curții Supreme între 1973 și 1976, câștigând cinci.  Mai degrabă decât să ceară instanței să pună capăt tuturor discriminărilor de gen dintr-o dată, Ginsburg a trasat un curs strategic, urmărind statutele discriminatorii specifice și bazându-se pe fiecare victorie succesivă. Ea a ales cu atenție reclamanții, uneori alegând reclamanți de sex masculin pentru a demonstra că discriminarea de gen a fost dăunătoare atât bărbaților, cât și femeilor.   Legile vizate de Ginsburg le includeau pe cele care la suprafață păreau benefice femeilor, dar, de fapt, întăreau noțiunea că femeile trebuie să fie dependente de bărbați.  Pledoaria ei strategică s-a extins la alegerea cuvântului, favorizând utilizarea „genului” în loc de „sex”, după ce secretarul ei a sugerat că cuvântul „sex” ar servi ca o distragere a atenției judecătorilor.  Ea și-a dobândit reputația de avocat pledant calificat, iar munca ei a condus direct la sfârșitul discriminării de gen în multe domenii ale legii. 
Ginsburg s-a oferit voluntar să scrie brieful pentru Reed v. Reed, 404 U.S. 71 (1971), în care Curtea Supremă a extins protecția clauzei de protecție egală a celui de-al Paisprezecelea Amendament la femei.    În 1972, ea s-a certat în  Moritz v. Comisar în numele unui bărbat căruia i sa refuzat o deducere pentru îngrijitor din cauza sexului său. Ea a argumentat în Frontiero v. Richardson, 411 U.S. 677 (1973)  unde a contestat un statut care făcea mai dificil pentru o femeie membru de serviciu (Frontiero) să solicite o alocație sporită pentru locuință pentru soțul ei decât pentru un membru de serviciu bărbat care solicită aceeași indemnizație pentru soția sa. Ginsburg a susținut că statutul trata femeile ca fiind inferioare, iar Curtea Supremă a decis 8-1 în favoarea lui Frontiero.  Curtea a decis din nou în favoarea lui Ginsburg în Hotărârea Weinberger v. Wiesenfeld, 420 U.S. 636 (1975), în care Ginsburg a reprezentat un văduv căruia i-au fost refuzate prestațiile de supraviețuitor în cadrul Asigurării Sociale, ceea ce a permis văduvelor, dar nu și văduvilor, să primească beneficii speciale în timp ce îngrijeau copiii minori. Ea a susținut că statutul discriminează bărbații supraviețuitori ai lucrătorilor, refuzându-le aceeași protecție ca omologii lor de sex feminin. 
Ginsburg a depus un dosar amicus și s-a așezat cu avocatul la argumentarea orală pentru Craig v. Boren, 429 U.S. 190 (1976)      , care a contestat un statut din Oklahoma care stabilea diferite vârste minime de băut pentru bărbați și femei.   Pentru prima dată, instanța a impus ceea ce este cunoscut sub numele de control intermediar asupra legilor care discriminează în funcție de gen, un standard sporit al controlului constituțional.    Ultimul ei caz ca avocat în fața Curții Supreme a fost în 1978 Duren v. Missouri, 439 U.S. 357 (1979), care a contestat validitatea îndatoririi voluntare a juriului pentru femei, pe motiv că participarea la îndatorirea juriului era un serviciu guvernamental vital al cetățenilor și, prin urmare, nu ar trebui să fie opțională pentru femei. La sfârșitul argumentării orale a lui Ginsburg, judecătorul asociat William Rehnquist a întrebat-o pe Ginsburg: „Atunci nu te vei mulțumi să o pui pe Susan B. Anthony pe noul dolar?”  Ginsburg a spus că se gândea să răspundă: „Nu ne vom mulțumi cu mărunțiș”, dar a optat în schimb să nu răspundă la întrebare.  
Cercetătorii și susținătorii dreptului dau credit muncii lui Ginsburg pentru realizarea unor progrese juridice semnificative pentru femei în temeiul clauzei de protecție egală a Constituției.   Luate împreună, victoriile legale obținute de Ginsburg au descurajat factorii legislativi să trateze femeile și bărbații în mod diferit în fața legii.    A continuat să lucreze la proiectul ACLU pentru drepturile femeii până la numirea sa în Curtea Federală în 1980.  Mai târziu, colegul Antonin Scalia  a lăudat aptitudinile de avocat ale lui Ginsburg. „A devenit avocantul pledant principalul (și foarte de succes) în numele drepturilor femeilor - Thurgood Marshall al acelei cauze, ca să spunem așa”.   

## Curtea de Apel SUA

Ginsburg cu președintele Jimmy Carter în 1980

Ginsburg a fost nominalizată de președintele Jimmy Carter pe 14 aprilie 1980, la un loc în Curtea de Apel a Statelor Unite pentru Districtul Columbia.  Ea a fost confirmată de Senatul Statelor Unite la 18 iunie 1980.  Serviciul ei a încetat pe 9 august 1993, din cauza promovării sale la Curtea Supremă a Statelor Unite.    În timpul perioadei sale de judecător pe circuitul DC, Ginsburg a găsit adesea consensul cu colegii ei, inclusiv conservatorii Robert H. Bork și Antonin Scalia .   Timpul ei la curte i-a adus o reputație de „jurist prudent” și moderat. 

## Curtea Suprema

### Nominalizare și confirmare

Ginsburg a acceptat oficial numirea președintelui Bill Clinton la 14 iunie 1993

Președintele Bill Clinton a desemnat-o pe Ginsburg drept judecător asociat al Curții Supreme la 14 iunie 1993, pentru a ocupa locul vacant prin retragerea judecătorului Byron White. La momentul nominalizării sale, Ginsburg era privită ca un judecător moderat. Ea a fost cea de-a doua femeie și prima femeie judecătoare de origine evreiască a Curții Supreme.     Comitetul permanent al justiției federale al Asociației Baroului American a clasificat-o pe Ginsburg drept „bine calificată”, cea mai înaltă notă posibilă pentru un potențial judecător. 
În timpul mărturiei sale în fața Comitetului pentru justiție al Senatului Statelor Unite, ca parte a audierilor de confirmare, Ginsburg a refuzat să răspundă la întrebări cu privire la punctul său de vedere cu privire la constituționalitatea unor aspecte, cum ar fi pedeapsa cu moartea, deoarece este o problemă pe care ar trebui să o voteze dacă urma să fie adusă în fața instanței. 

Ginsburg depune jurământul ca judecător asociat al Curții Supreme, în fața Judecătorului-șef William Rehnquist în timp ce soțul ei Martin Ginsburg și președintele Clinton urmăresc.

În același timp, Ginsburg a răspuns la întrebări despre unele probleme potențial controversate. De exemplu, ea și-a afirmat credința într-un drept constituțional la viața privată și și-a explicat într-o oarecare măsură filozofia juridică personală și gândurile cu privire la egalitatea de gen.  :15–16 Ginsburg a discutat mai clar despre opiniile sale despre subiecte despre care scrisese anterior.  Senatul Statelor Unite a confirmat-o printr-un vot 96–3 la 3 august 1993,   Ea și-a primit locul la 5 august 1993  și a depus jurământul la 10 august 1993. 

### Jurisprudența Curții Supreme
Ginsburg a caracterizat performanța ei la Curtea Supremă drept o abordare prudentă a judecării.  Expertul  juridic Cass Sunstein   a caracterizat-o pe Ginsburg drept un „minimalist rațional”, un jurist care încearcă să se bazeze cu precauție pe precedent, mai degrabă decât să împingă Constituția spre propria viziune.  :10–11

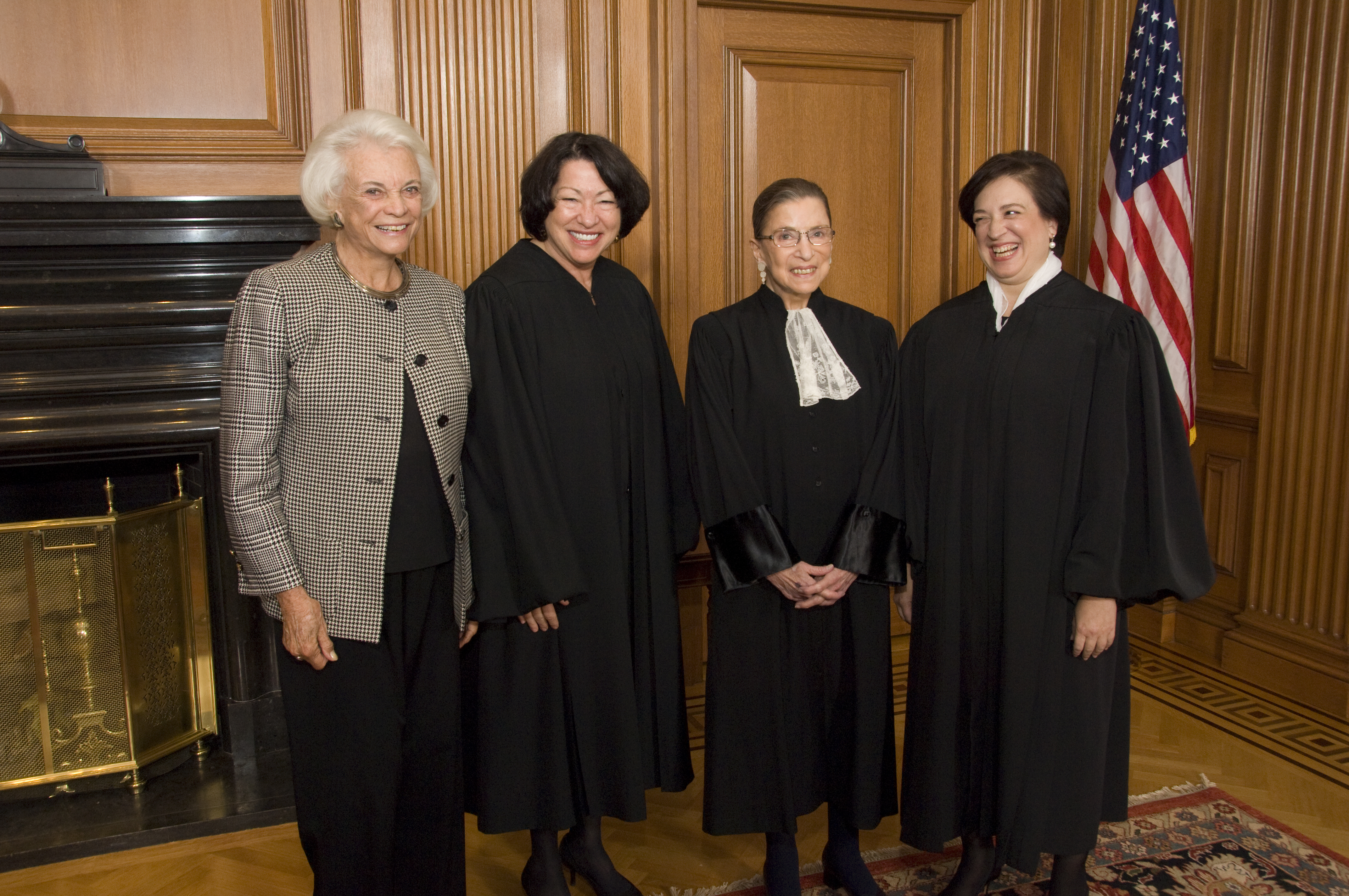
Sandra Day O'Connor, Sonia Sotomayor, Ginsburg și Elena Kagan, 1 octombrie 2010. O'Connor nu poartă halat pentru că era pensionată a fost retrasă de la tribunal când a fost făcută fotografia.

Retragerea judecătorului Sandra Day O'Connor în 2006 a lăsat pe Ginsburg ca singura femeie de la Curtea Supremă.   Linda Greenhouse din New York Times s-a referit la perioada ulterioră 2006-2007 a instanței drept „momentul în care judecătoarea Ruth Bader Ginsburg și-a găsit vocea și a folosit-o”.  Termenul a marcat, de asemenea, prima dată în istoria lui Ginsburg la Curtea Supremă în care a citit mai multe divergențe de pe bancă, o tactică folosită pentru a semnala un dezacord mai intens cu majoritatea.  
Odată cu retragerea judecătorului John Paul Stevens, Ginsburg a devenit membru senior al „aripii liberale” a curții.    Când curtea era împărțită 5–4 de-a lungul liniilor ideologice și judecătorii liberali erau în minoritate, Ginsburg a avut adesea, din cauza vechimii sale, autoritatea de a atribui autoritatea opiniei contrare .   Ginsburg a fost o susținătoare a disidenților liberali vorbind „cu o singură voce” și, acolo unde era posibil, a prezentat o abordare unificată la care puteau adera și judecătorii care aveau poziții de dezacord.   

#### Discriminarea de gen
Ginsburg a scris opinia curții în cazul Statele Unite v. Virginia, 518 U.S. 515 (1996), care a eliminat politica de admitere doar a bărbaților la Institutul Militar din Virginia (VMI) deoarece încălca Clauza de protecție egală a celui de-al Paisprezecelea Amendament . VMI era o instituție prestigioasă, militară, administrată de stat, care nu admitea femei. Pentru Ginsburg, un actor de stat precum VMI nu putea folosi genul pentru a refuza femeilor posibilitatea de a participa la VMI cu metodele sale educaționale unice.  Ginsburg a subliniat că guvernul trebuie să arate o „justificare extrem de convingătoare” pentru a utiliza o clasificare bazată pe sex. 

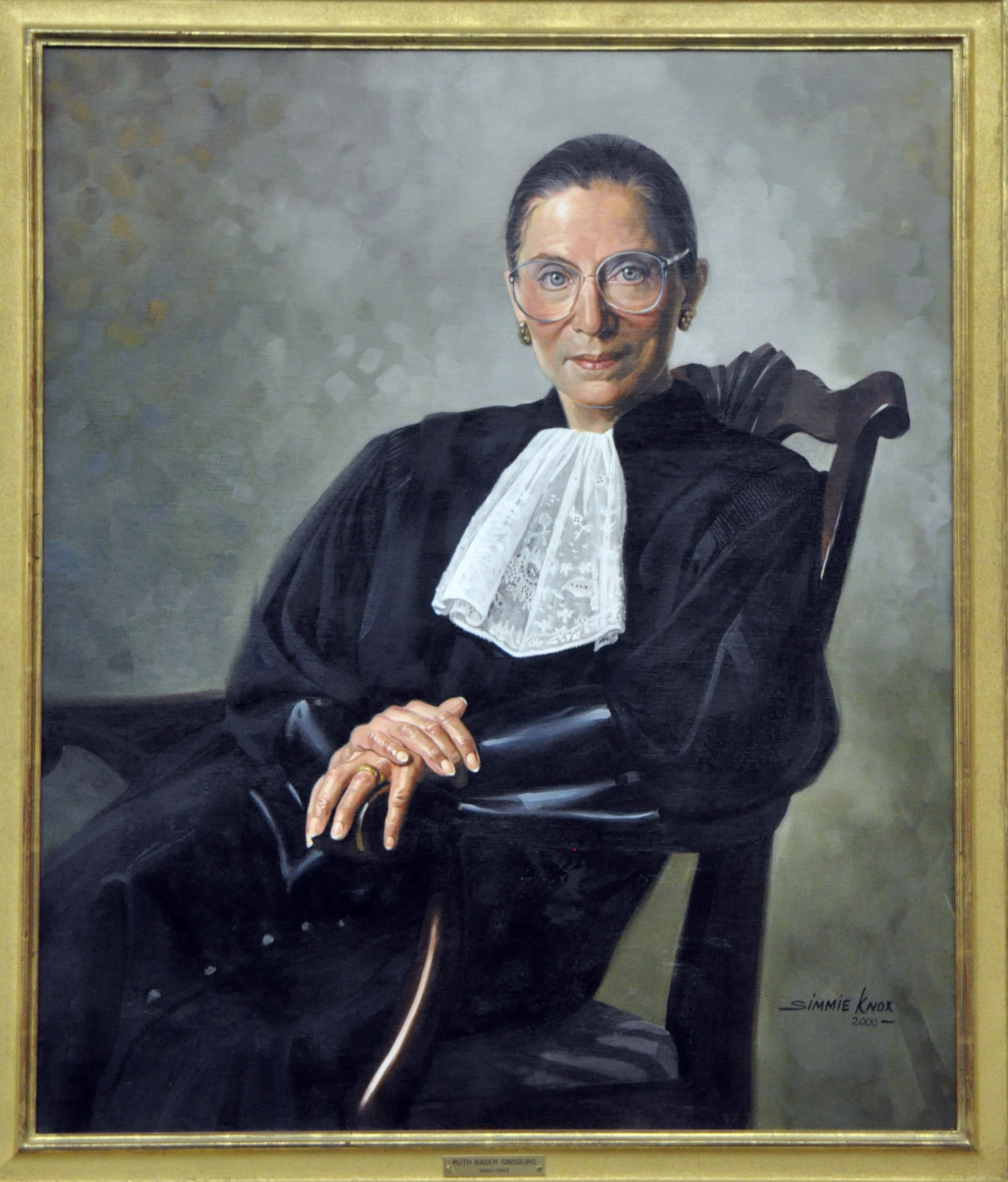
Portret comandat de Ginsburg în 2000

Ginsburg nu a fost de acord cu decizia curții privind Ledbetter v. Goodyear, 550 U.S. 618 (2007) , un caz în care reclamanta Lilly Ledbetter a intentat un proces împotriva angajatorului său prin care pretindea discriminarea salarială bazată pe sexul său în temeiul titlului VII al Legii drepturilor civile din 1964 . Într-o decizie de 5–4, majoritatea a interpretat prescripția ca începând să ruleze în fiecare perioadă de salarizare, chiar dacă o femeie nu alfa decât mai târziu că este plătită mai puțin decât colegul ei de sex masculin. Ginsburg a găsit rezultatul absurd, subliniind că femeile adesea nu știu că sunt plătite mai puțin și, prin urmare, nu era corect să ne așteptăm să acționeze în momentul fiecărui salariu. Ea a mai atras atenția asupra reticenței pe care femeile o pot avea în câmpurile dominate de bărbați de a face valuri prin depunerea de procese pe sume mici, alegând în schimb să aștepte până când disparitatea se acumulează.  Ca parte a disidenței sale, Ginsburg a cerut Congresului să modifice titlul VII pentru a anula decizia instanței cu legislația.  În urma alegerii președintelui Barack Obama în 2008, Legea privind salarizarea echitabilă a lui Lilly Ledbetter, care facilitează angajarea câștigării cererilor de discriminare salarială, a devenit lege.   Ginsburg a fost creditată cu contribuția la inspirația legii.   

#### Dreptul la avort
Ginsburg a discutat opiniile sale despre avort și egalitatea sexuală într-un interviu din 2009 din New York Times, în care a spus despre avort „lucrul de bază este că guvernul nu are nicio treabă să facă această alegere pentru o femeie”.  Ginsburg a sprijinit în mod constant dreptul la avort și a susținut opinia instanței  care a respins legea privind  avortul naștere-parțială din  Nebraska în cazul Stenberg v. Carhart, 530 U.S. 914 (2000). La cea de-a 40-a aniversare a hotărârii instanței în Hotărârea Roe v. Wade, 410 U.S. 113 (1973) ea a criticat decizia din Roe ca încheierea unei mișcări democratice în curs de naștere pentru liberalizarea legilor avortului, care ar fi putut construi un consens mai durabil în sprijinul drepturilor avortului.  Ginsburg era în minoritate pentru Gonzales v. Carhart, 550 U.S. 124 (2007)     , o decizie de 5–4 care susține restricțiile privind avortul naștere-parțială. În disidența sa, Ginsburg s-a opus deciziei majorității de a aștepta concluziile legislative conform cărora procedura nu era sigură pentru femei. Ginsburg și-a concentrat energia asupra modului în care Congresul a ajuns la constatările sale și în veridicitatea constatărilor.  Ea s-a alăturat majorității pentru Whole Woman's Health v. Hellerstedt, 579 U.S. 15-274 (2016), un caz care a lovit părți ale unei legi din 2013 din Texas care reglementează furnizorii de avort. Ginsburg a scris, de asemenea, o scurtă opinie concurentă, care a fost și mai critică cu legislația în cauză.  Ea a afirmat că legislația nu vizează protejarea sănătății femeilor ci mai degrabă să împiedice accesul femeilor la avorturi.  

#### Căutarea și confiscarea
Deși Ginsburg nu a scris opinia majoritară, ea a fost creditată că și-a influențat colegii în cazul Safford Unified School District v. Redding, 557 U.S. 364 (2009).  Instanța a decis că o școală a mers prea departe pentru a ordona unei tinere de 13 ani să se dezbrace de sutien și chiloți, astfel încât oficialitățile să poată căuta droguri.  Într-un interviu publicat anterior deciziei instanței, Ginsburg și-a împărtășit punctul de vedere conform căruia unii dintre colegii săi nu au apreciat pe deplin efectul unei percheziții pe o fată de 13 ani. După cum a subliniat, „Nu au fost niciodată o fetiță de 13 ani”.  Într-o decizie de 8–1, instanța a fost de acord că percheziția școlii a mers prea departe și a încălcat al Patrulea Amendament și a permis procesul elevului împotriva școlii să continue. Doar Ginsburg și Stevens i-ar fi permis elevului să dea în judecată și personalul școlii.  
În Herring v. Statele Unite, 555 U.S. 135 (2009), Ginsburg a fost de acord cu decizia instanței de a nu suprima probele din cauza eșecului unui polițist de a actualiza un sistem informatic. Spre deosebire de accentul pus de Roberts asupra suprimării ca mijloc de descurajare a conduitei necorespunzătoare a poliției, Ginsburg a adoptat o viziune mai solidă cu privire la utilizarea suprimării ca remediu pentru încălcarea drepturilor celui de- al Patrulea Amendament al inculpatului. Ginsburg a considerat suprimarea ca fiind o modalitate de a împiedica guvernul să profite de greșeli și, prin urmare, ca un remediu pentru păstrarea integrității judiciare și respectarea drepturilor civile.  :308 De asemenea, ea a respins afirmația lui Roberts conform căreia suprimarea nu va descuraja greșelile, susținând că dacă poliția plătește un preț ridicat pentru greșeli va fi încurajată să aibă mai multă grijă.  :309

#### Drept internațional
Ginsburg a susținut utilizarea legii și normelor străine pentru a modela legile SUA în opinii judiciare, o opinie respinsă de unii dintre colegii ei conservatori. Ginsburg a susținut utilizarea interpretărilor străine ale legii pentru valoare persuasivă și posibilă înțelepciune, nu ca un precedent pe care instanța este obligată să îl urmeze.  Ginsburg credea că consultarea dreptului internațional este o tradiție bine înrădăcinată în dreptul american, considerându-i pe John Henry Wigmore și pe președintele John Adams ca internaționaliști.  Încrederea lui Ginsburg în dreptul internațional datează de pe vremea ei de avocat; în primul ei argument în fața instanței, Reed v. Reed, 404 US 71 (1971), ea a citat două cazuri germane. 

## Alte activități

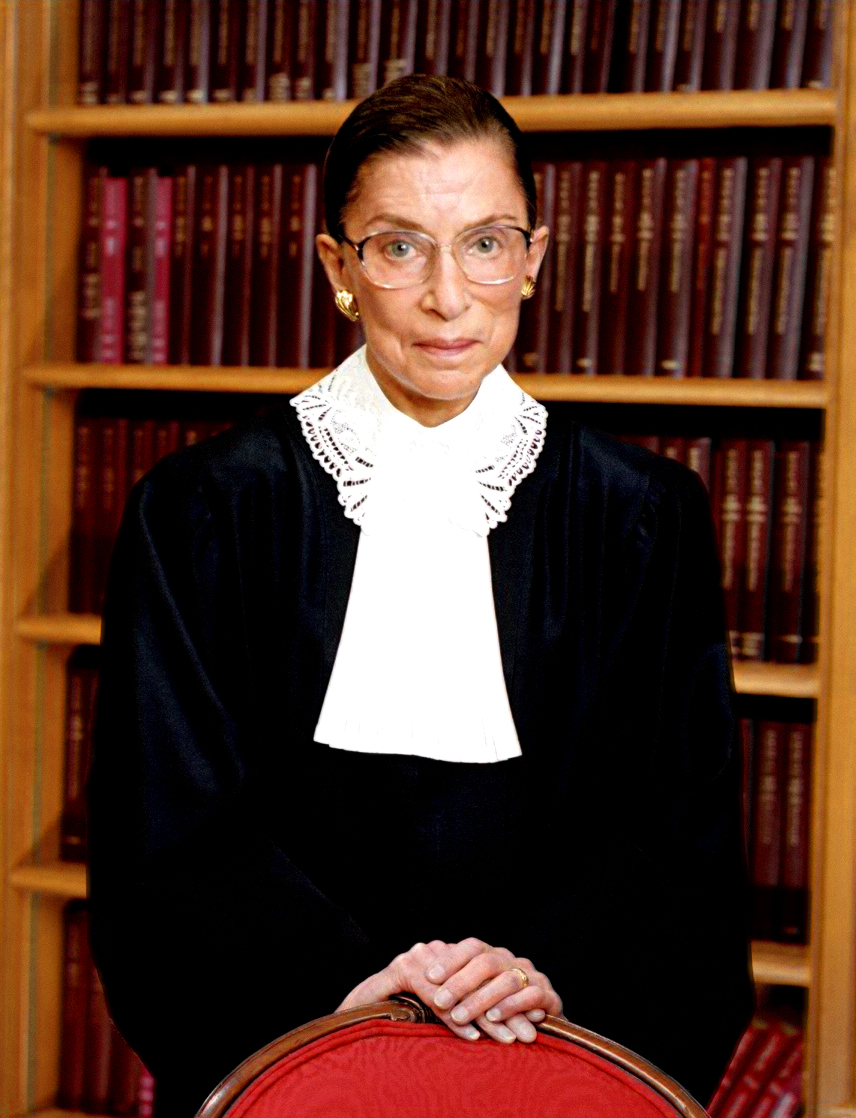
Portretul lui Ginsburg, c. 2006

La cererea sa, Ginsburg a fost cea în fața căreia  vicepreședintelui Al Gore a depus jurământul pentru al doilea mandat în timpul ceremoniei celei de-a doua inaugurări a lui Bill Clinton, la 20 ianuarie 1997.   Se crede că Ginsburg a fost primul judecător de la Curtea Supremă care a oficiat o căsătorie între persoane de același sex,
În ciuda diferențelor ideologice, Ginsburg l-a considerat pe Scalia cel mai apropiat coleg de pe teren. Cei doi judecători cinau deseori și mergeau împreună la operă.  În timpul liber, Ginsburg a apărut în mai multe opere în roluri fără replici precum ar fi Die Fledermaus (2003) și Ariadne auf Naxos (1994 și 2009 cu Scalia),  și a avut replicii scrise de ea în The Daughter of the Regiment (2016). 
În timpul a trei interviuri separate din iulie 2016, Ginsburg a criticat prezumtivul candidat la președinția republicană Donald Trump, spunând pentru The New York Times și Associated Press că nu vrea să se gândească la posibilitatea unei președinții Trump . A glumit că s-ar putea gândi să se mute în Noua Zeelandă .   Ulterior, ea și-a cerut scuze pentru comentariile asupra prezumtivei nominalizate republicane, numindu-i remarcile „prost sfătuite”. 

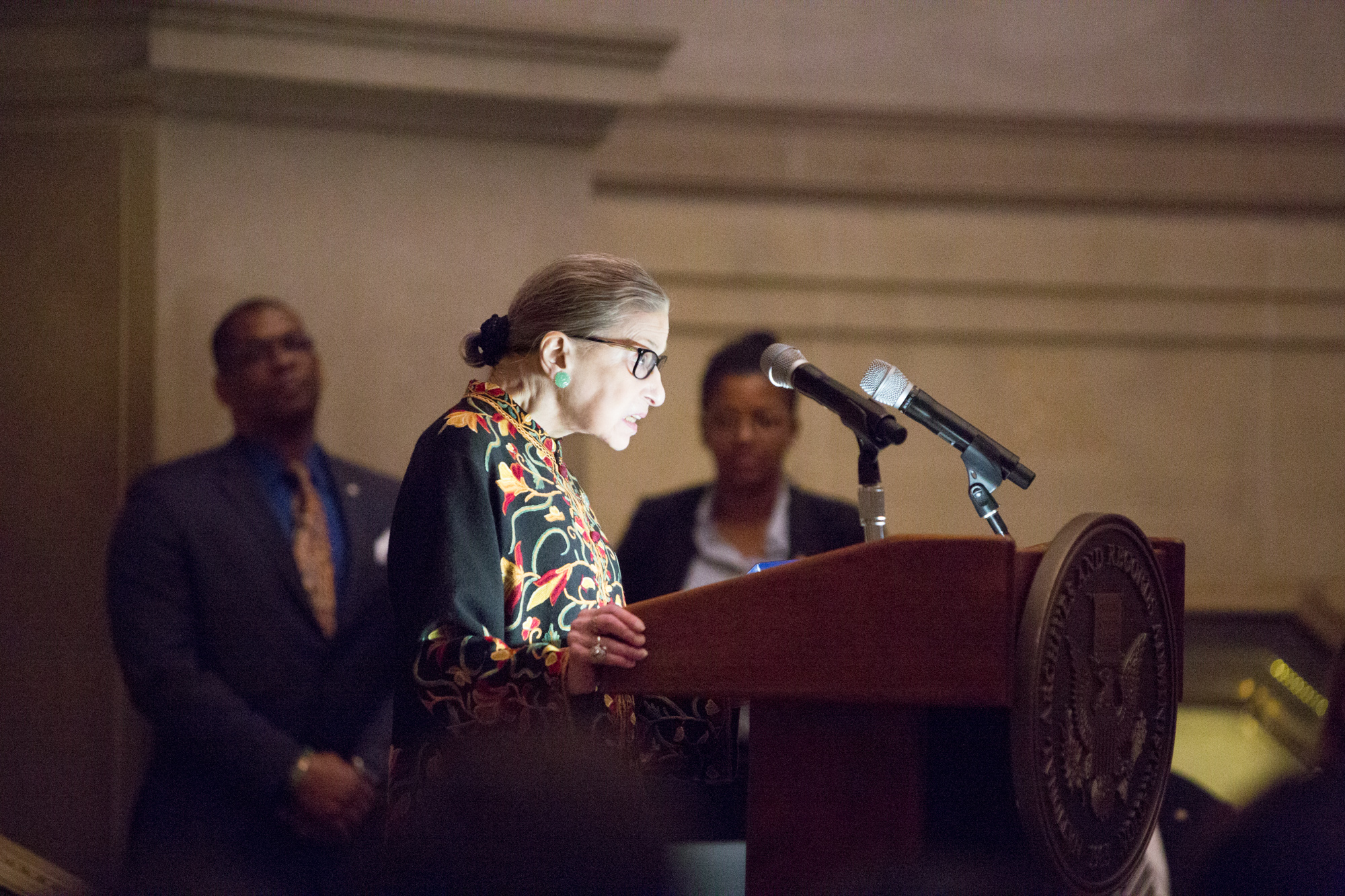
Ginsburg vorbind la o ceremonie de naturalizare la Arhivele Naționale în 2018

Prima carte a lui Ginsburg, My Own Words publicată de Simon & Schuster, a fost lansată pe 4 octombrie 2016.  Cartea a debutat pe locul 12 pe lista celor mai bine vândute cărți în New York Times pentru non-ficțiune.  În timp ce își promova cartea în octombrie 2016, în timpul unui interviu cu Katie Couric, Ginsburg a răspuns la o întrebare despre alegerea lui Colin Kaepernick de a⁠(d) nu sta drepți pentru imnul național la evenimentele sportive, numind protestul „cu adevărat prost”. Ulterior, și-a cerut scuze pentru criticile sale, numindu-i comentariile anterioare „în mod necorespunzător respingătoare și dure” și observând că nu fusese familiarizată cu incidentul și ar fi trebuit să refuze să răspundă la întrebare.   
În 2018, Ginsburg și-a exprimat sprijinul pentru mișcarea #MeToo, care încurajează femeile să vorbească despre experiențele lor cu hărțuire sexuală.  Ea a spus publicului: „Este timpul. De atât de mult timp femeile au tăcut, crezând că nu pot face nimic în acest sens, dar acum legea este de partea femeilor sau a bărbaților care se confruntă cu hărțuirea și este un lucru bun."  De asemenea, ea a reflectat asupra propriilor experiențe cu discriminarea de gen și hărțuirea sexuală, inclusiv o perioadă în care un profesor de chimie de la Cornell a încercat fără succes să îi ofere răspunsurile la examen la schimb pentru sex. 

## Viață personală

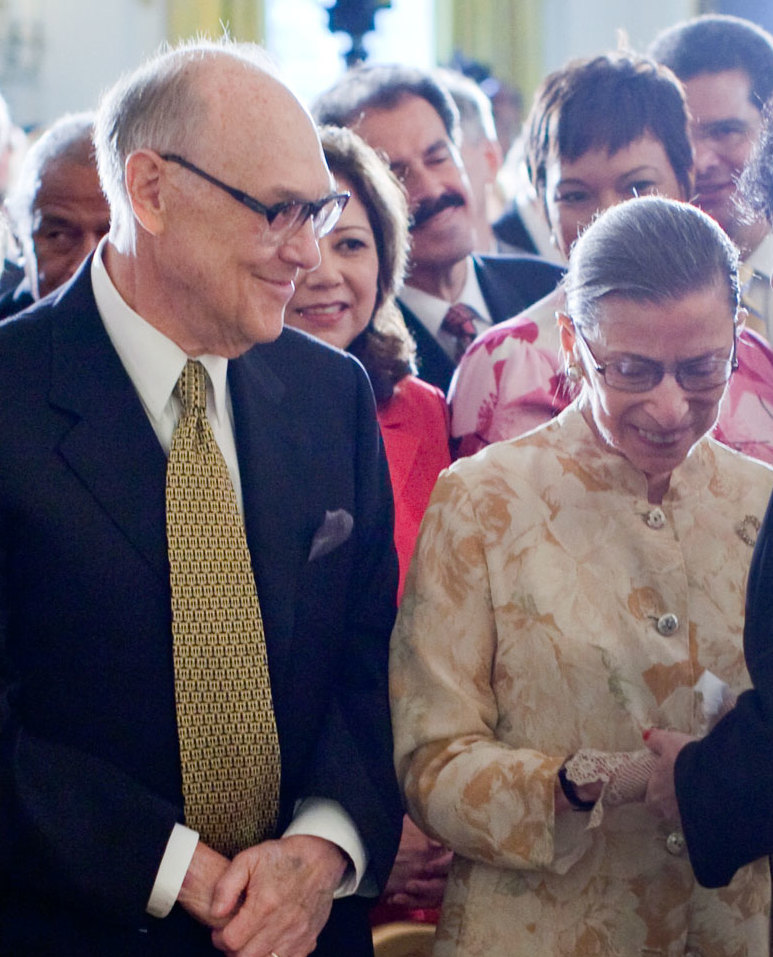
Martin și Ruth Ginsburg la un eveniment de la Casa Albă, 2009

La câteva zile după ce Bader a absolvit Cornell, s-a căsătorit cu Martin D. Ginsburg, care a devenit mai târziu un avocat fiscal proeminent la nivel internațional care practică la Weil, Gotshal &amp; Manges . Cuplul s-a mutat de la New York la Washington, DC, unde soțul ei a devenit profesor de drept la Centrul de drept de la Universitatea Georgetown. Fiica lor, Jane C. Ginsburg (n. 1955), este profesor la Facultatea de Drept de la Columbia. Fiul lor, James Steven Ginsburg (n. 1965), este fondatorul și președintele Cedille Records, o companie de înregistrări de muzică clasică cu sediul în Chicago, Illinois. Ginsburg era o bunică a patru nepoți. 
După nașterea fiicei lor, soțul lui Ginsburg a fost diagnosticat cu cancer testicular . În această perioadă, Ginsburg a participat la cursuri și a luat notițe pentru amândoi, tastând hârtiile dictate de soțul ei și îngrijindu-și fiica și soțul bolnav - totul în timp ce lucra și pentru Harvard Law Review⁠(d) . Martin Ginsburg a murit din cauza complicațiilor cauzate de cancerul metastatic la 27 iunie 2010. 
După numirea sa la Curtea Supremă în 1993, Ginsburg s-a abătut de la codul vestimentar de la Curtea de Justiție  americană purtând o robă  de avocat francez, spre deosebire de haina judiciară tipică purtată în Statele Unite. În anii următori, Ginsburg a început să poarte coliere și alte forme de podoabe la  gât mai variate și mai fanteziste. Ceva mai târziu, colega de la Curtea Supreme, Sandra Day O'Connor, și alte femei din curte au urmat exemplul lui Ginsburg și au început să poarte și roba franceză de avocat . 
Ginsburg avea o colecție de jabouri din dantelă din întreaga lume.   Ea a spus în 2014 că are un anumit jabou pe care l-a purtat atunci când și-a susținut argumentele minoritare (negru cu broderii aurii și pietre fațetate), precum și un altul pe care l-a purtat atunci când a emis opinii majoritare (galben croșetat și crem cu cristale), care a fost un cadou de la grefieri eii.   Jaboul ei preferat (țesut cu mărgele albe) era din Cape Town, Africa de Sud. 

### Sănătate
În 1999, Ginsburg a fost diagnosticat cu cancer de colon ; a fost supusă unei intervenții chirurgicale urmată de chimioterapie și radioterapie . În timpul procesului, nu a ratat o zi pe bancă.  Ginsburg a fost slăbită fizic de tratamentul împotriva cancerului și a început să lucreze cu un antrenor personal. Bryant Johnson, fost rezervist al armatei atașat la Forțele Speciale, o antrena pe Ginsburg de două ori pe săptămână în sala de gimnastică a judecătorilor de la Curtea Supremă.   Ginsburg și-a îmbunătățit condiția fizică după prima luptă cu cancerul și a reușit să facă 20 de flotări într-un antrenament înainte de a împlini 80 de ani.  
La aproape un deceniu de la prima luptă cu cancer, Ginsburg a fost supusă din nou intervenției chirurgicale la 5 februarie 2009, de data aceasta pentru cancer pancreatic .   Ginsburg a avut o tumoare care a fost descoperită într-un stadiu incipient.  Ea a fost eliberată dintr-un spital din New York pe 13 februarie și s-a întors la bancă când Curtea Supremă a revenit la sesiune pe 23 februarie 2009.    După ce s-a confruntat cu un disconfort în timpul exercițiilor în sala de gimnastică a Curții Supreme, în noiembrie 2014, i s-a pus un stent în artera coronară dreaptă.  
Următoarea internare în Ginsburg a ajutat-o să detecteze o altă rundă de cancer.  La 8 noiembrie 2018, Ginsburg a căzut în biroul său de la Curtea Supremă, fracturându-și trei coaste.  Publicul a susținut-o în această perioadă.   Deși a doua zi după căderea ei, nepotul lui Ginsburg a dezvăluit că ea s-a întors deja la munca oficială judiciară,  o scanare computerizată a coastelor a prezentat noduli canceroși în plămâni.  Pe 21 decembrie, Ginsburg a suferit o lobectomie la plămân stâng la Memorial Sloan Kettering Cancer Center pentru a elimina nodulii.  Pentru prima dată de la aderarea la Curte cu mai bine de 25 de ani mai devreme, Ginsburg a ratat argumentația orală pe 7 ianuarie 2019.  Ea s-a întors la Curtea Supremă pe 15 februarie pentru a participa la o conferință privată cu alți judecători în prima sa înfățișare la instanță de la operația de cancer din decembrie 2018. 
Luni mai târziu, în august 2019, Curtea Supremă a anunțat că Ginsburg a finalizat recent trei săptămâni de tratament radiatic concentrat pe o tumoare găsită în pancreas în timpul verii.   Deși în ianuarie 2020, Ginsburg nu avea cancer, din mai 2020, ea a reînceput tratamentul deoarece i-a reapărut cancerul.  Ea și-a reiterat poziția conform căreia „va rămâne membră a instanței atâta timp cât voi putea face treaba din plin”, adăugând că a rămas pe deplin capabilă să o facă.  

## Decesul

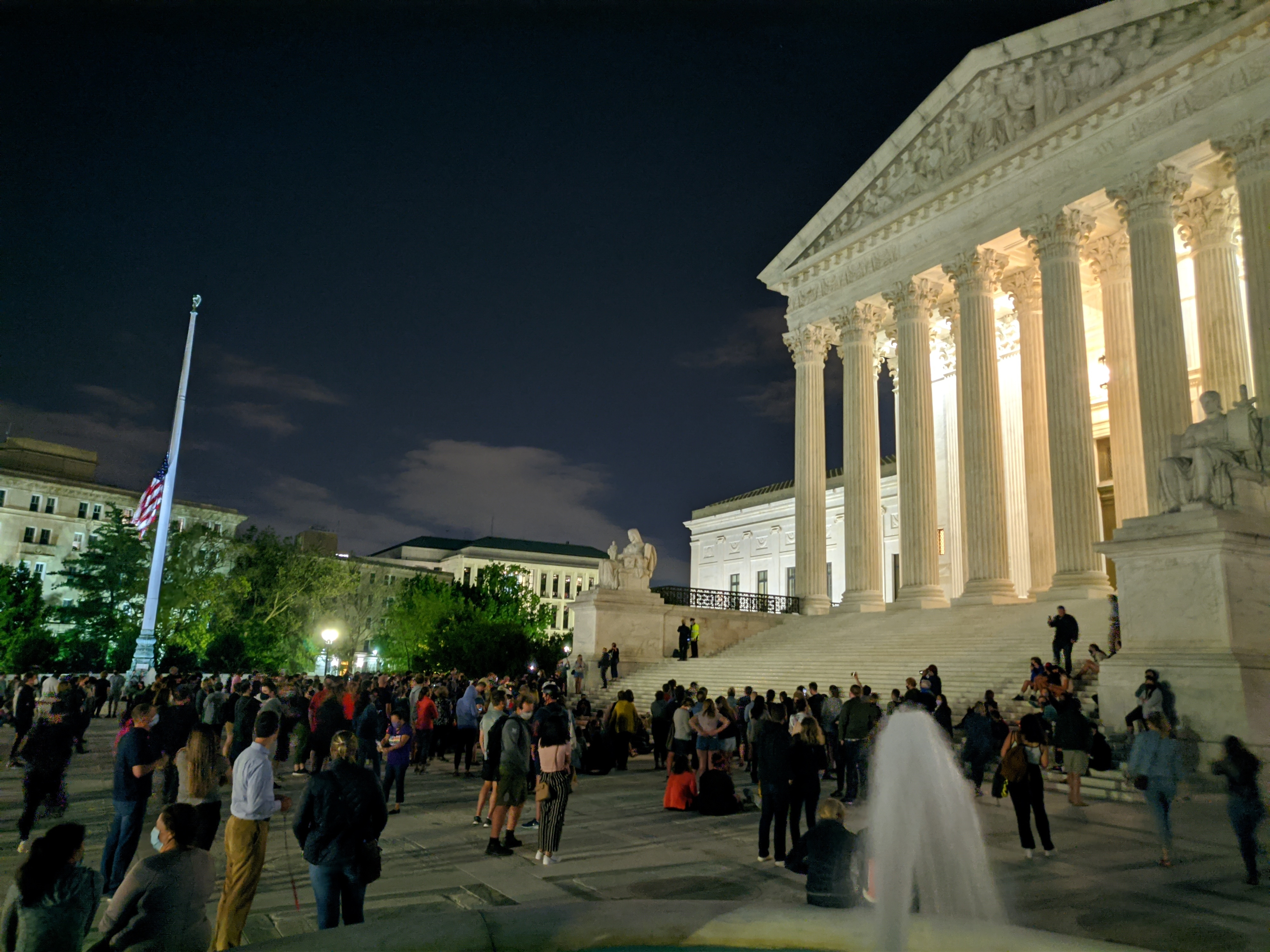
Publicul se adună la Curtea Supremă după anunțarea morții lui Ruth Bader Ginsburg.

Ginsburg a murit din cauza complicațiilor cancerului pancreatic la 18 septembrie 2020, la vârsta de 87 de ani.    Cu o zi înainte de moartea ei, Ginsburg a fost onorată în Ziua Constituției și a primit Medalia Libertății 2020 de la Centrul Național al Constituției .   După moartea ei, peste 20 de milioane de dolari au fost donați ActBlue . 

## Longevitate în cadrul Curții de Justiție
Când John Paul Stevens s-a retras în 2010, Ginsburg a devenit cel mai vechi justițiar la vârsta de 77 de ani.  În ciuda zvonurilor că se va retrage din cauza vârstei înaintate, a sănătății precare și a morții soțului ei,   a negat că intenționează să demisioneze. Într-un interviu din august 2010, Ginsburg a spus că munca ei la curte o ajuta să facă față morții soțului ei.  Ea și-a exprimat, de asemenea, dorința de a imita serviciul judecătorului Louis Brandeis de aproape 23 de ani pe care a realizat-o în aprilie 2016.   Ea a declarat că are un nou „model” pe care să-l imite la fostul coleg judecător John Paul Stevens, care s-a pensionat la vârsta de 90 de ani după aproape 35 de ani pe bancă. 
În timpul președinției lui Barack Obama, unii avocați și activiști progresiști au cerut ca Ginsburg să se retragă, astfel încât Obama să poată numi un succesor cu valori similare,    în special în perioada în care Partidul Democrat deținea controlul Senatului SUA.  Ei au indicat vârsta lui Ginsburg și problemele de sănătate din trecut ca factori care îi fac longevitatea incertă.  Ginsburg a respins aceste cereri.  Ea și-a afirmat dorința de a rămâne atâta timp cât era suficient de ageră mental pentru a-și îndeplini sarcinile.  Mai mult, Ginsburg a opinat că climatul politic l-ar împiedica pe Obama să numească un jurist ca ea.  La momentul decesului ei, în septembrie 2020, Ginsburg era, la vârsta de 87 de ani, al patrulea cel mai în vârstă judecător din istoria țării în serviciul Curții Supreme a SUA. 

## Recunoaștere

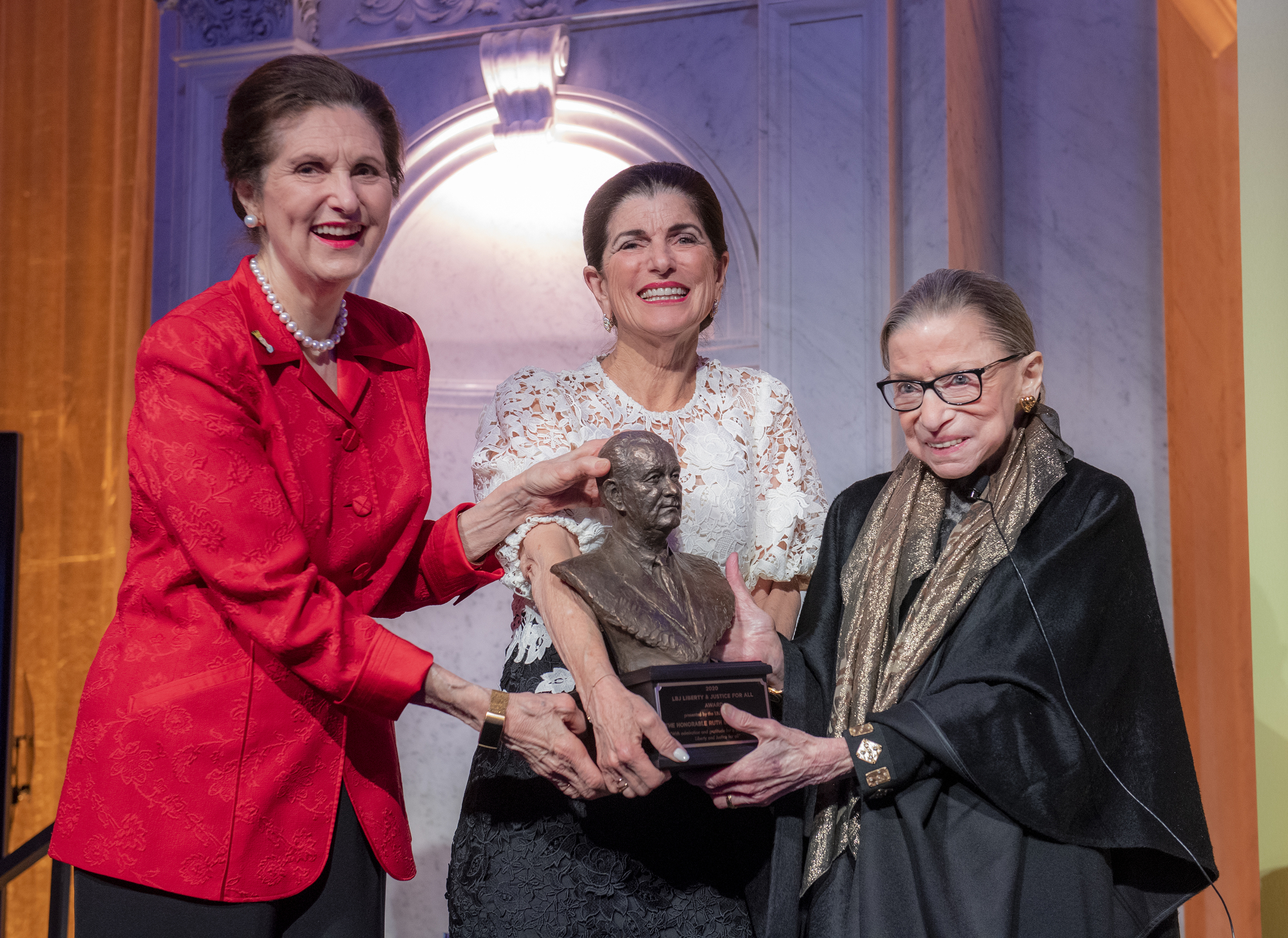
Ginsburg primește premiul LBJ Liberty & Justice for All de la Lynda Johnson Robb și Luci Baines Johnson la Biblioteca Congresului în ianuarie 2020

În 2002, Ginsburg a fost inclusă în National Women's Hall of Fame .  Ginsburg a fost desemnată una dintre cele mai puternice 100 de femei (2009),  una dintre femeile anului 2012 al revistei Glamour  și una dintre cele mai influente 100 de persoane ale revistei Time (2015).  Ea a primit titlul onorific de doctor în drept de la Universitatea Willamette (2009),  Universitatea Princeton (2010),  și Universitatea Harvard (2011). 
În 2013, un tablou înfățișând cele patru judecători de sex feminin care au fost judecători la Curtea Supremă (Ginsburg, Sandra Day O'Connor, Sonia Sotomayor⁠(d) și Elena Kagan ) a fost dezvăluit la Galeria națională de portrete Smithsonian din Washington, DC  
Cercetătorii de la Muzeul de Istorie Naturală din Cleveland au dat unei specii de mantis rugător numele Ilomantis ginsburgae după Ginsburg. Numele a fost dat deoarece placa gâtului Ilomantis ginsburgae seamănă cu un jabou, și aducea a jabourile pe care le purta Ginsburg. Mai mult, noua specie a fost identificată pe baza organelor genitale ale insectei femele, nu pe baza masculului speciei. Cercetătorii au remarcat că numele a fost simbolic dat în recunoașterea luptei lui Ginsburg pentru egalitatea de gen.  
Ginsburg a primit în 2019 Premiul Berggruen pentru Filosofie și Cultură de 1 milion USD.  Oferit anual de către Institutul Berggruen premiul recunoaște „gânditorii ale căror idei au modelat profund înțelegerea de sine și progresul uman într-o lume în schimbare rapidă”,  remarcându-i lui Ginsburg munca de  "pionierat de-a lungul vieții pentru drepturile omului și egalitatea de gen”.  Ginsburg a primit numeroase premii, inclusiv Premiul pentru Libertate și Justiție pentru Toți al Fundației LBJ, Premiul pentru Pace și Libertate Mondială de la grupuri juridice internaționale și un premiu pentru întreaga viață de la fundația Diane von Furstenberg, totul numai în 2020. 
Centrul Cultural Skirball din Los Angeles a creat o expoziție axată pe viața și cariera lui Ginsburg în 2019, numită Notorious RBG: The Life and Times of Ruth Bader Ginsburg .  

## În cultura populară

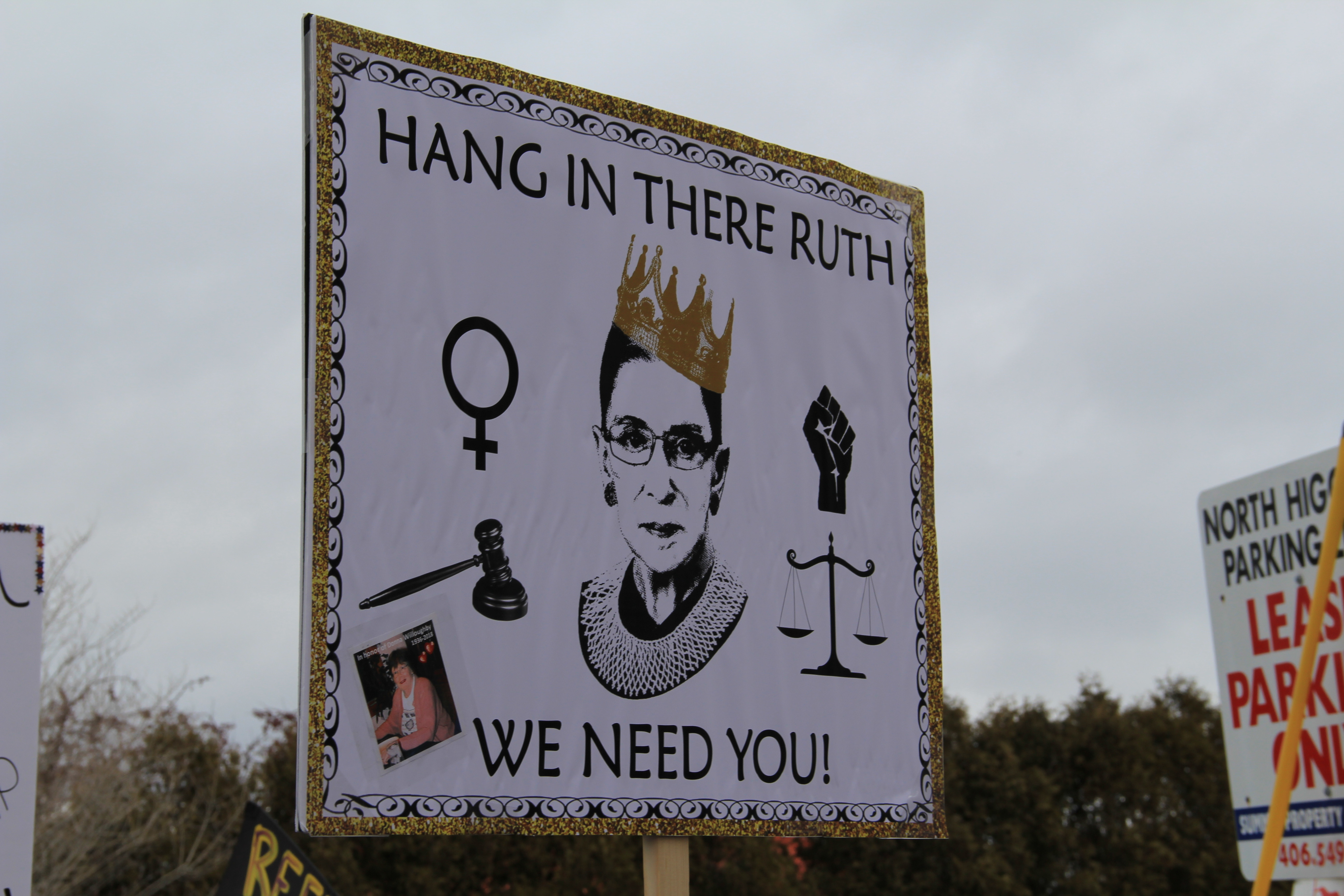
Un afiș care o înfățișează pe Ginsburg ca „The Notorious RBG” după asemănarea rapperului american The Notorious BIG, 2018

Ginsburg a fost denumită „o figură reprezentativă a culturii pop”.    Profilul lui Ginsburg a început să crească după ce retragerea lui O'Connor în 2006 când Ginsburg a rămas singura femeie din Curtea de Justiția. Argumentele ei din ce în ce mai aprinse, în special în Shelby County v. Titularul, 570 U.S. 2 (2013) , au condus la crearea conținutului Notorious RBG pe Tumblr și a meme-urilor pe internet comparând-o pe Ginsberg cu rapperul The Notorious BIG  Creatorul Notorious RBG Tumblr, pe atunci studenta la drept Shana Knizhnik, a făcut echipă cu reporterul MSNBC Irin Carmon pentru transformă blogul într-o carte intitulată Notorious RBG: The Life and Times of Ruth Bader Ginsburg .  Lansată în octombrie 2015, cartea a devenit un bestseller al New York Times.  În 2015, Ginsburg și Scalia, cunoscuți pentru dragostea lor comună pentru operă, au devenit personaje  în opera Scalia v. Ginsburg de Derrick Wang. 
În plus, atracția culturii pop pentru Ginsburg a inspirat arta unghiilor, costumelor de Halloween, a păpușilor, tatuajelor, tricourilor, cănilor de cafea și chiar o carte de colorat pentru copii.     Personajul Ginsburg  apare atât într-o operă comică, cât și într-o carte de antrenament.  Muzicianul Jonathan Mann a făcut și o melodie folosind o parte argumentele din Burwell v. Hobby Lobby Stores, Inc.  Ginsburg a recunoscut că are o „rezervă mare” de tricouri Notorious RBG, pe care le-a distribuit cadou. 
Din 2015, Ginsburg a fost interpretat de Kate McKinnon în Saturday Night Live .  McKinnon a jucat rolul în mod repetat, inclusiv în timpul unei schițe care a fost difuzat de la Convenția națională republicană din 2016 din Cleveland.   Segmentele o prezintă de obicei pe McKinnon (în rolul lui Ginsburg) care spune glume pe care ea le numește „Ginsburns” și face un dans de sărbătoare.   Realizatorii de film Betsy West și Julie Cohen au creat un documentar despre Ginsburg, intitulat <i id="mwA_E">RBG</i>, pentru CNN Films, care a avut premiera la Festivalul de Film Sundance din 2018.  În filmul Deadpool 2 (2018), o fotografie cu ea este prezentată în timp ce Deadpool o consideră pentru X-Force pentru o echipă de supereroi.  Un alt film, Pe baza sexului, care se concentrează pe luptele în carieră ale lui Ginsburg care luptă pentru drepturi egale, a fost lansat mai târziu în 2018; scenariul său a fost inclus pe Lista Neagră a celor mai bune scenarii neproduse din 2014.  Actrița engleză Felicity Jones o interpretează pe Ginsburg în film, cu Armie Hammer în rolul soțului ei, Marty.  Ginsburg însăși are o mică apariție în film.  Al șaptelea sezon al sitcomului New Girl prezintă un personaj de trei ani pe nume Ruth Bader Schmidt, numit după Ginsburg.  O mini-figurină Lego a lui Ginsburg este prezentată într-un scurt segment din The Lego Movie 2 . Ginsburg și-a dat binecuvântarea pentru cameo, precum și pentru ca mini-figurina să fie produsă ca parte a setului de jucării Lego, după lansarea filmului în februarie 2019.  Tot în 2019, Samuel Adams a lansat o ediție limitată de bere numită When There Are Nine, referindu-se la binecunoscutul răspuns al lui Ginsburg la întrebarea când vor fi suficiente femei la Curtea Supremă. 